# Gilles Deleuze
Gilles Deleuze (ejtsd: zsil dölőz) (Párizs, 1925. január 18. – Párizs, 1995. november 4.) francia filozófus, esztéta, filmteoretikus.

## Élete
Középosztálybeli családba született Párizsban; 1944-től filozófiát tanul a Sorbonne-on, tanárai között vannak Georges Canguilhem, Jean Hyppolite, Ferdinand Alquié, és Maurice de Gandillac, nem akadémiai körökből pedig Jean-Paul Sartre gyakorol rá jelentős hatást.
1948-ban tanári diplomát szerez filozófiából, 1957-ig különböző felső fokú középiskolákban (lycées) tanít, majd 1957-től a Sorbonne-on. 1956-ban feleségül veszi Denise Paul Grandjouan-t. 1964-től 1969-ig a lyoni egyetem professzora.
Ebben az időszakban ismerkedik meg Michel Foucault-val, aki közeli barátja lesz.
1969-ben – az 1968-as francia diáktüntetések eredményére – alapítják meg Párizsban a Université de Vincennes à Saint-Denis-t, ahol Foucault ajánlására tanítani kezd; itt ismerkedik meg Félix Guattari pszichológussal, aki a későbbiekben szerzőtársa lesz. Szintén közeli barátja Jean-François Lyotard. 1987-es nyugdíjazásáig itt tanít.
Erős dohányos volta miatt élete utolsó huszonöt évében tüdőműtétet és gégemetszést is végrehajtottak rajta; ez utóbbi következtében oxigénpalackhoz volt kötve. Élete utolsó éveiben fizikai állapota annyira leromlott, hogy az írás is nehéz munkát jelentett számára.
1995-ben öngyilkosságot követett el. Sírja Saint-Léonard-de-Noblat faluban található.

## Művei
- Empirisme et subjectivité (1953)
- Nietzsche et la philosophie (1962)
- La philosophie critique de Kant (1963)
- Proust et les signes (1964)
- Nietzsche (1965)
- Le Bergsonisme (1966)
- Présentation de Sacher-Masoch (1967)
- Différence et répétition (1968)
- Spinoza et le problème de l'expression (1968)
- Logique du sens (1969)
- Spinoza – Philosophie pratique (1970)
- Dialogues (1977)
- Superpositions (1979)
- Francis Bacon – Logique de la sensation (1981)
- Cinéma I: L'image-mouvement (1983)
- Cinéma II: L'image-temps (1985)
- Foucault (1986)
- Le pli – Leibniz et le baroque (1988)
- Périclès et Verdi: La philosophie de François Châtelet (1988)
- Pourparlers (1990)
- Critique et clinique (1993). Angolul: Essays Critical and Clinical (1997)
- L'île déserte et autres textes (2002)
- Deux régimes de fous et autres textes (2004)

### Felix Guattarival közös művei
- Capitalisme et Schizophrénie 1. L'Anti-Œdipe (1972)
- Kafka: Pour une Littérature Mineure (1975)
- Rhizome (1976)
- Capitalisme et Schizophrénie 2. Mille Plateaux (1980)
- Nomadology: The War Machine (1986). Trans. in A Thousand Plateaus (1987).
- Qu'est-ce que la philosophie? (1991)

## Magyarul megjelent művei
- Hume és Kant / Empirizmus és szubjektivitás / Kant kritikai filozófiája; ford. Ulmann Tamás; Osiris, Bp., 1998 (Horror metaphysicae) ISBN 963-379-320-3
- Nietzsche és a filozófia; ford. Kovács András Bálint, Moldvay Tamás; Gond Alapítvány–Holnap, Debrecen–Bp., 1999 ISBN 963-346-311-4
- Spinoza és a kifejezés problémája; ford. Moldvay Tamás; Osiris, Bp., 2000 (Horror metaphysicae) ISBN 963-379-758-6
- Film. A mozgás-kép; ford. Kovács András Bálint; Osiris, Bp., 2001 (Osiris könyvtár. Film) ISBN 963-389-076-4
- Proust (ford. John Éva), Atlantisz Könyvkiadó, Budapest, 2002 (Veszedelmes viszonyok) ISBN 9639165603
- Film, 1-2.; ford. Kovács András Bálint; Palatinus, Bp., 2008 (Palatinus filmkönyvek)
  - A mozgás-kép
  - Az idő-kép
- Gilles Deleuze–Félix Guattariː Kafka. A kisebbségi irodalomért; ford. Karácsonyi Judit; Quadmon, Bp., 2009 ISBN 978-963-88490-0-7
- A bergsoni filozófia (ford. John Éva), Atlantisz Könyvkiadó, Budapest, 2010 (Mesteriskola) ISBN 9789639777101
- Gilles Deleuze–Félix Guattariː Mi a filozófia?; ford. Farkas Henrik; Műcsarnok, Bp., 2013 (Elmegyakorlat. Műcsarnok-könyvek)
- Francis Bacon. Az érzet logikája (ford. Seregi Tamás), Atlantisz Könyvkiadó, Budapest, 2014 (Mesteriskola) ISBN 9789639777286
- Gilles Deleuze–Claire Parnetː Párbeszédek; ford. Karácsonyi Judit, Lipták-Pikó Judit, Gyimesi Timea; L'Harmattan–SZTE Filozófia Tanszék, Bp., 2016 (Rezonőr)